# Vấn đề tù binh, quân nhân mất tích trong chiến tranh Việt Nam
Vấn đề tù binh, quân nhân mất tích sau chiến tranh Việt Nam liên quan đến số phận của các quân nhân Hoa Kỳ được báo cáo là mất tích trong chiến tranh (missing in action, MIA) trong Chiến tranh Việt Nam và các chiến trường liên quan ở Đông Nam Á. Thuật ngữ này cũng bao hàm các vấn đề xoay quanh việc chính quyền đối xử với các thành viên gia đình bị ảnh hưởng trong cuộc xung đột này. Sau Hiệp định Hòa bình Paris năm 1973, 591 tù binh Hoa Kỳ (prisioners of war, POWs) đã được trao trả trong Chiến dịch Homecoming. Hoa Kỳ đã liệt kê khoảng 2.500 người Mỹ là tù nhân chiến tranh hoặc mất tích trong chiến tranh, nhưng chỉ có 1.200 người Mỹ được báo cáo là đã thiệt mạng mà không tìm được thi thể. Nhiều người trong số họ là phi công bị bắn rơi ở Bắc Việt Nam hoặc Lào. Các cuộc điều tra hướng đến việc xác định liệu những quân nhân này có sống sót sau khi bị bắn hạ hay không. Nếu họ không còn sống thì chính phủ Hoa Kỳ xem xét khả năng tìm kiếm và hồi hương hài cốt của họ. Các nhà hoạt động cho vấn đề POW/MIA đảm nhận vai trò thúc đẩy chính phủ Hoa Kỳ cải thiện nỗ lực của mình trong việc giải quyết số phận của những quân nhân mất tích này. Tiến trình này diễn ra chậm chạp cho đến giữa thập niên 1980 khi quan hệ giữa Hoa Kỳ và Việt Nam bắt đầu được cải thiện và nhiều nỗ lực hợp tác hơn đã được thực hiện, đỉnh cao là tuyên bố bình thường hóa quan hệ ngoại giao giữa Hoa Kỳ và Việt Nam năm 1995.
Có một giả thuyết thu hút rất nhiều suy đoán và điều tra đó là có một số lượng đáng kể lính Mỹ đã bị quân đội Việt Nam Dân chủ Cộng hòa (VNDCCH) bắt làm tù binh và tiếp tục giam giữ sau khi Mỹ đã rút quân vào năm 1973. Một số nhà hoạt động cho rằng chính phủ Việt Nam và Hoa Kỳ đã âm mưu cùng nhau che giấu sự tồn tại của những tù nhân này. Chính phủ Hoa Kỳ đã kiên quyết phủ nhận việc có các tù nhân bị bỏ lại ở Việt Nam hoặc bất kỳ nỗ lực nào đã được thực hiện để che đậy sự tồn tại của họ. Văn hóa đại chúng ở Mỹ đã phản ánh thuyết "tù nhân còn sống", đáng chú ý nhất là trong bộ phim năm 1985 Rambo: First Blood Part II. Một số cuộc điều tra của Quốc hội đã xem xét vấn đề này, đỉnh điểm là Ủy ban Đặc biệt về vấn đề tù binh, quân nhân mất tích của Thượng viện Hoa Kỳ giai đoạn 1991–1993 do các Thượng nghị sĩ John Kerry, Bob Smith và John McCain dẫn đầu (cả ba người đều từng tham chiến ở Việt Nam và John McCain từng là tù binh). Cuộc điều tra kết luận ""không có bằng chứng thuyết phục nào chứng minh rằng có bất kỳ người Mỹ nào vẫn còn sống trong điều kiện bị giam cầm ở Đông Nam Á."
Số phận của những quân nhân mất tích luôn là một trong những hậu quả đáng lo ngại nhất của bất kỳ cuộc chiến tranh nào. Trong trường hợp này, vấn đề gây xúc động mạnh đối với những người liên quan và được coi là một hậu quả đáng buồn của Chiến tranh Việt Nam gây chia rẽ sâu sắc cho nước Mỹ.